# Babakotia radofilai
Babakotia es un género extinto de lémur de tamaño medio de Madagascar que contiene una sola especie, Babakotia radofilai. Junto con Palaeopropithecus, Archaeoindris y Mesopropithecus, forma la familia Palaeopropithecidae, conocidos con el nombre de lémures perezoso. El nombre Babakotia proviene del nombre vernáculo  del indri en malgache, babakoto, con el cual están relacionados esta especie y todos los otros lémures perezoso. 
A causa de su mezcla de caracteres morfológicos que representan etapas intermedias entre los índridos vivientes y los grandes lémures perezoso, ha contribuido a aclarar la relación entre ambos grupos y los cercanos lémures babuino, también extintos.
Babakotia radofilai y los otros lémures perezoso comparten muchos caracteres con los perezosos vivientes, un ejemplo de evolución convergente. Tenía los antebrazos largos, dedos curvados y las articulaciones de la cadera y los tobillos muy móviles. El cráneo era más robusto que el de los índridos, pero no tanto como el de los lémures perezoso mayores. Su dentición es similar a la de los índridos y los otros lémures perezoso. Vivía en el norte de Madagascar y compartía el medio con al menos dos otras especies de lémures perezoso, Palaeopropithecus ingens y Mesopropithecus dolichobrachion. Babakotia radofilai era un animal mayoritariamente folívoro, aunque también comía fruta y raíces duras. Solo se le conoce a partir de restos subfósiles y podría haberse extinguido antes de la llegada de los humanos a la isla, pero todavía no se han llevado a cabo bastantes análisis de datación por radiocarbono sobre esta especie para saberlo con certeza.

## Etimología
El nombre del género Babakotia deriva del nombre común en malgache del indri, babakoto, un pariente cercano de Babakotia. Se eligió el nombre específico, «radofilai», en honor al matemático y expatriado francés Jean Radofilao, un ávido espeleólogo que exploró las cuevas donde se encontraron los primeros restos de B. radofilai.

## Clasificación y filogenia
Babakotia radofilai es el único miembro del género Babakotia y pertenece a la familia de los paleopropitécidos, que incluye otros tres géneros de lémur perezoso: Palaeopropithecus, Archaeoindris y Mesopropithecus. A su vez, esta familia pertenece a la superfamilia de los lemuroides, que incluye a todos los lémures malgaches.
Los primeros restos subfósiles de B. radofilai se descubrieron dentro del marco de una serie de expediciones llevadas a cabo en la década de 1980 por el antropólogo biológico Elwyn Simons. En 1988, en una cueva conocida como Antsiroandoha en el macizo de Ankarana —en el norte de Madagascar—, Simons encontró un esqueleto y un cráneo casi completos, además de los restos de otra docena de individuos. Babokatia fue identificado inmediatamente como un lémur perezoso, y, junto con  Mesopropithecus produjo un debate sobre las relaciones entre los lémures perezoso, los lémures babuinos (Archaeolemuridae) y los índridos actuales. El cráneo de los lémures babuino era similar al de los índridos, pero sus dientes eran más especializados y no se asemejaban. Los lémures perezoso más grandes, por otro lado, tenían una dentición similar a la de los índridos vivientes, pero poseían un cráneo más robusto y especializado. Babakotia y Mesopithecus no solo compartían la dentición de los índridos, sino que también la forma del cráneo. Este hecho sugería que los lémures perezoso estaban más relacionados con los índridos, y que los lémures babuino eran un taxón hermano de ambos. Es más, el descubrimiento de Babakotia contribuyó a demostrar que los índridos ancestrales no iban saltando de un árbol a otro como los actuales, sino que eran trepadores verticales y que se alimentaban mientras permanecían colgados de ramas, y de vez en cuando saltaban de árbol en árbol.

## Anatomía y fisiología

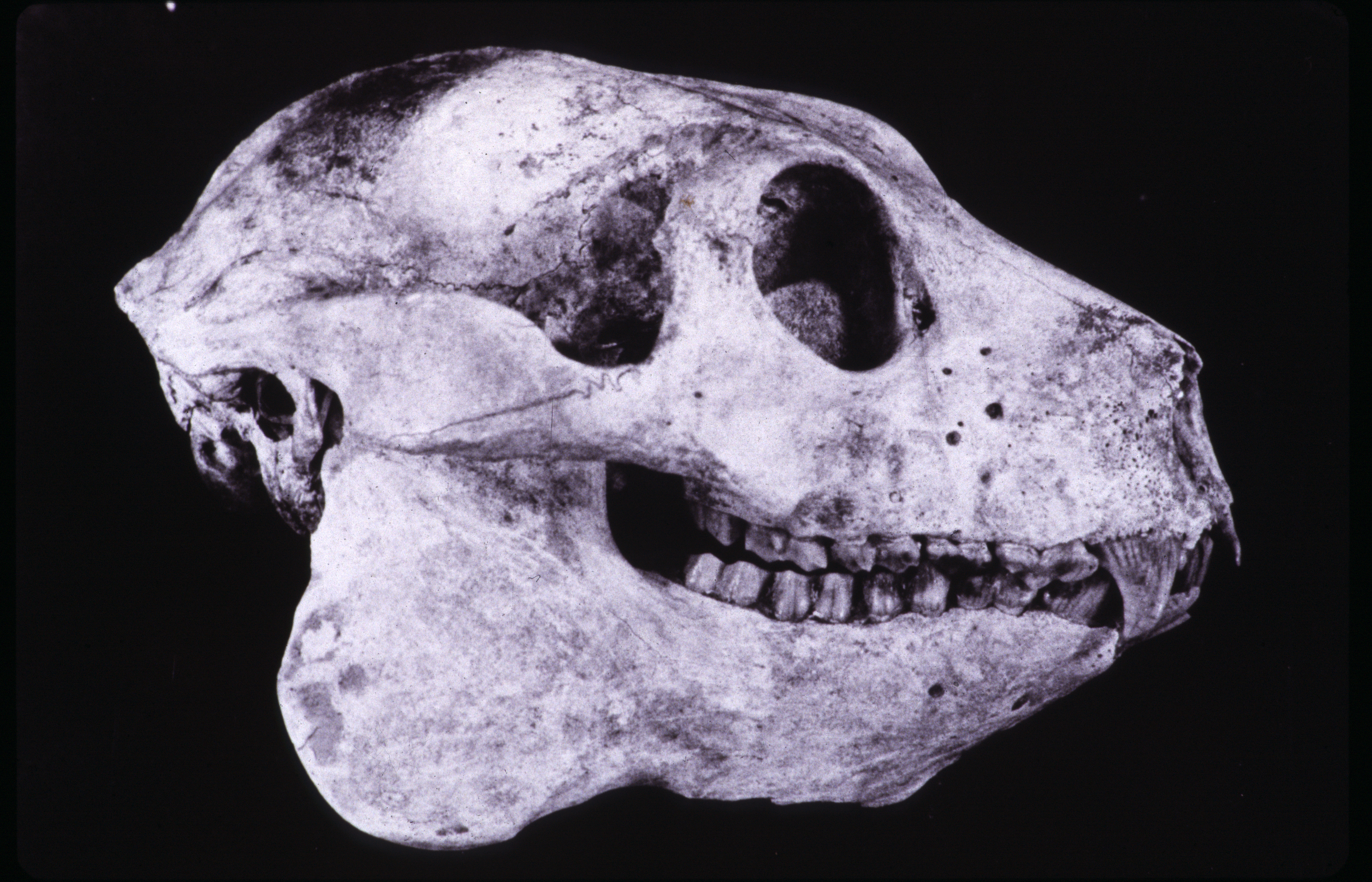
Cráneo de Babakotia radofilai.

Con un peso de entre 16 y 20 kg, B. radofilai era un lémur de tamaño medio y bastante más pequeño que los lémures perezoso más grandes (Archaeoindris y Palaeopropithecus), pero más grande que los más pequeños (Mesopropithecus). En muchos aspectos tenía un nivel intermedio de adaptaciones para un comportamiento suspensor entre los lémures perezoso grandes y los pequeños. Eso incluye sus articulaciones de la cadera y los tobillos altamente flexibles, además de otras especializaciones de la columna vertebral, la pelvis y los miembros. Sus patas anteriores eran más grandes que las posteriores, cosa que resultaba en un índice intermembral más alto (~119) que el del mesopropiteco (~97 a 113), sugiriendo que era convergentemente similar a los perezosos arbóreos. Tenía tarsos reducidos y dedos curvados y alargados, adaptados para coger y típicos de un comportamiento suspensor. Los pies posteriores eran pequeños, cosa que le permitía estar bien adaptado a trepar y colgarse (como otros paleopropitécidos), pero no para saltar (como los índridos). Huesos de la muñeca descubiertos en 1999 demostraron que esta especie era una trepadora vertical. Además, análisis de los canales semicirculares, vértebras lumbares y procesos espinosos indican un movimiento lento y adaptaciones para trepar (antipronogradismo), pero no necesariamente para agarrarse verticalmente de manera similar a los perezoso o para saltar. Así pues, probablemente era un trepador lento como los loris y también presentaba un cierto comportamiento suspensor como los perezosos.
Todos los lémures perezoso tienen un cráneo similar al de los índridos, aunque un poco más robusto. El cráneo de B. radofilai, aunque comparte algunas características con el de los lémures perezoso más grandes, se sigue pareciendo al de los índridos. Los caracteres craneales que comparte con los otros lémures perezoso incluyen órbitas relativamente pequeñas, arcos zigomáticos robustos y uno paladar duro bastante rectangular. Junto con el tamaño relativo del canal óptico, las órbitas pequeñas sugieren que B. radofilai tenía una agudeza visual baja, cosa habitual en los lémures. El tamaño medio del cráneo es de 144 mm.
La fórmula dentaria de B. radofilai era la misma que la de otros índridos y lémures perezoso: ya sea {\displaystyle {\frac {2.1.2.3}{1.1.2.3}}} o {\displaystyle {\frac {2.1.2.3}{2.0.2.3}}\times 2=30}. No está claro si uno de los dientes de la dentición permanente es un incisivo o canino, lo que origina estas dos fórmulas dentales contradictorias. Sin embargo, la falta de un canino o incisivo inferior resulta en una pinta dental de cuatro dientes en lugar de la típica pinta dental de seis dientes de los estrepsirinos. Babakotia radofilai se distinguía ligeramente de los índridos por el hecho de que tenía premolares ligeramente alargados. Los premolares y molares tenían anchas crestas cortantes y esmalte crenulado.

## Distribución y ecología
Como todos los otros lémures, B. radofilai era endémico de Madagascar. Solo se han encontrado restos en cuevas calcáreas del macizo de Ankarana y Anjohibe, lo que indica que estaba distribuido en el extremo norte y el noroeste de la isla. El ámbito geográfico reducido de este primate arbóreo, teniendo en cuenta que gran parte de la isla estaba cubierta de bosques, podría deberse a la especificidad de hábitat, la exclusión competitiva o algún otro factor desconocido.
Era simpátrico con Palaeopropithecus ingens y Mesopropithecus dolichobrachion.
Basándose en su tamaño, la morfología de los molares y el análisis de microdesgaste dental, B. radofilai era probablemente un folívoro que complementaba su dieta con fruta y raíces duras.
 En todos los lémures perezoso, incluyendo B. radofilai, los dientes permanentes surgen pronto, un carácter observado en los indris y que mejora las posibilidades de supervivencia durante la primera estación seca después del destete.

## Extinción
Como su extinción es relativamente reciente y solo se le conoce a partir de restos subfósiles, se considera que  B. radofilai es una forma moderna de lémur malgache. Babakotia radofilai vivió durante la época del Holoceno, y se cree que desapareció poco después de la llegada de los humanos a la isla, posiblemente durante el último milenio. Sin embargo, la única datación radiocarbónica que se ha hecho se remonta a entre el 3100 y el 2800 a. C.